# محمدعلی زنوزی
محمدعلی زنوزی یکی از پیروان کتاب بیان بود. او هم‌زمان با سید علی‌محمد باب تیرباران گردید.

## تیرباران

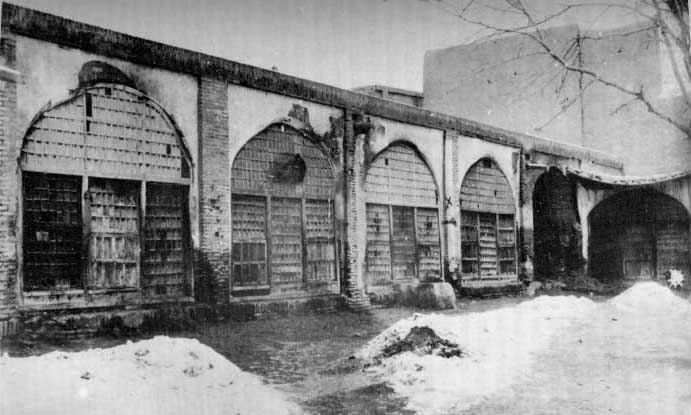
محل تیرباران باب و محمدعلی زنوزی و جایی که جسد آن‌ها در آن انداخته شد در سربازخانهٔ تبریز

توسط امیرکبیر در ۱۷ تیر ۱۲۲۹ باب را به همراه محمدعلی زنوزی یکی از مریدانش، در فاصلهٔ چند قدمی یکدیگر آویزان نمودند. پس از شلیک تفنگ‌ها، دود چند لحظه آن دو نفر را از نظرها پنهان نمود. پس از متفرق شدن دود باروت، مردم توانستند محل اعدام را مشاهده کنند، ندای حیرت و وحشت از مردم بلند شد، چون باب آن‌جا نبود؛ زیرا گلوله‌ها فقط به طناب‌ها خورده بود و سبب باز شدن طناب و نجات باب شده‌بود. باب را در اتاقی یافتند و دوباره به محل اعدام آوردند و مثل سابق بستند. اما این بار سربازان از امر شلیک سرباز زدند. گروهی دیگر را آوردند و فرمان شلیک دادند و این بار باب کشته شد.

## محل دفن
جسد باب و انیس که با او تیرباران شده‌بود در خندقی انداخته شد. حتی گفته شد که سگ بدن آنان را خورده‌است. این کار جاستین شیل نمایندهٔ وقت انگلستان در ایران را بر آن داشت که در نامه‌ای به نخست‌وزیر انگلستان این عمل را وحشیانه بنامد. در عین حال منابع بابی می‌گویند که جسد باب با تلاش سلیمان‌خان تبریزی به تهران منتقل شد.

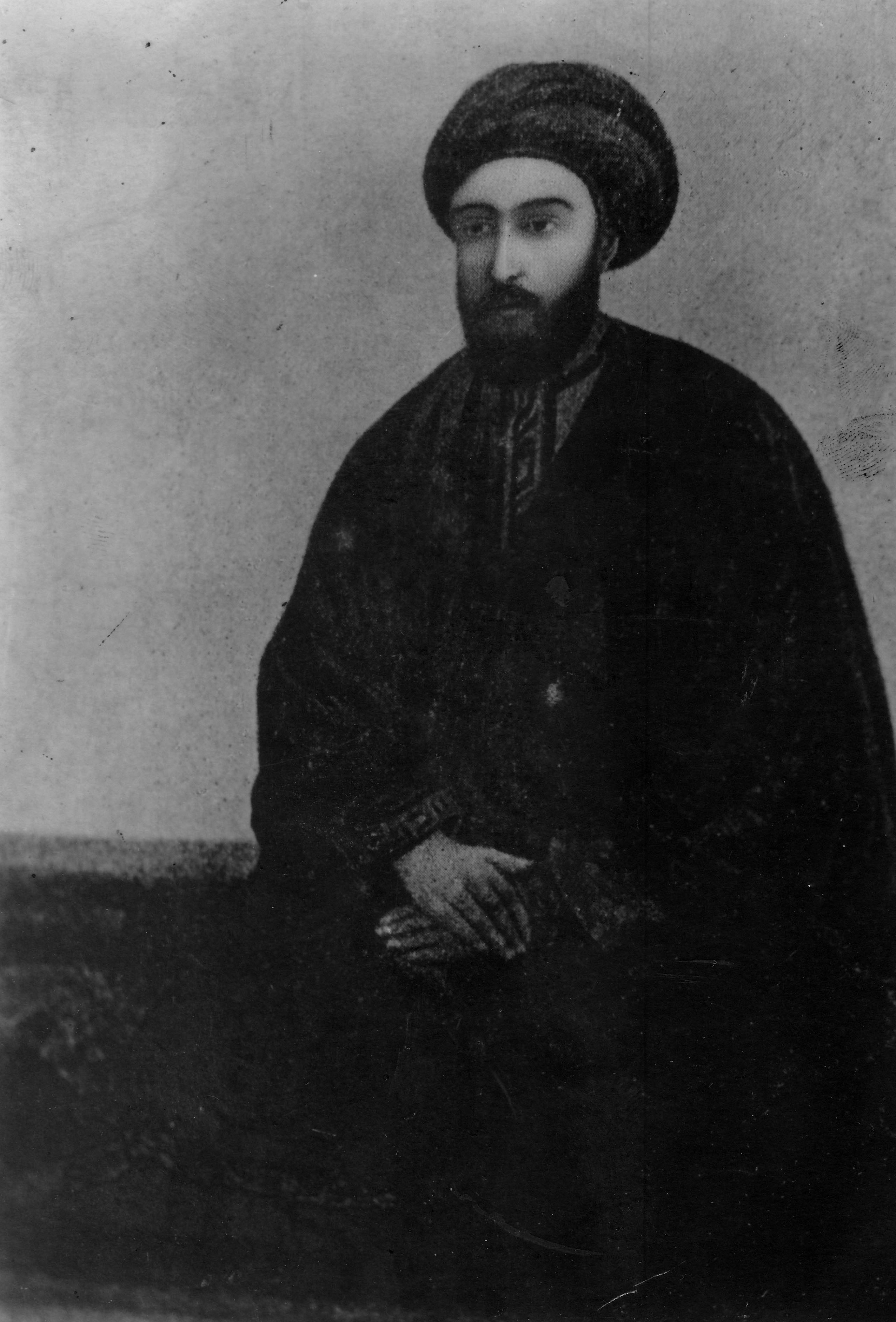
سید علی‌محمد شیرازی مشهور به باب

معتقدان به کتاب بیان (بیانی‌ها) محل دفن پیکر سید علی‌محمد باب و محمدعلی زنوزی را در امامزاده معصوم تهران می‌دانستند و این مکان را یکی از اماکن زیارتی خویش می‌دانستند. ادوارد براون نیز در کتاب یک سال در میان ایرانیان چنین می‌نگارد:
 ولی سلیمان‌خان و چند نفر دیگر از بابیان که در تبریز نفوذی داشتند به‌وسیلهٔ نفوذ خود و به احتمال قوی به‌وسیلهٔ رشوه جنازه‌ها را از بیرون شهر برداشتند و کفنی سفید به آن‌ها پیچیدند و در صندوق نهادند و به تهران فرستادند. در تهران بر حسب دستور میرزا یحیی ملقب به صبح ازل (که اگرچه جوانی بیست ساله بود به جانشینی باب انتخاب گردید) جنازه‌ها را به امامزاده معصوم واقع در سر راه همدان، نزدیک رباط‌کریم انتقال دادند.

سلیمان‌خان یکی از پیروان کتاب بیان است که در تهران شمع‌آجین و به قتل رسید.

از سوی دیگر منابع بهائی معتقدند باقی‌مانده‌های جسد با دستور بهاءالله از امامزاده حسن خارج شده و برای ۵۰ سال مخفیانه از جایی به جای دیگر برده شده و سرانجام در کوه کرمل در مقام اعلی در اسرائیل دفن شده‌است.